# El Picazo
El Picazo – gmina w Hiszpanii, w prowincji Cuenca, w Kastylii-La Mancha, o powierzchni 24,9 km². W 2011 roku gmina liczyła 745 mieszkańców.